# 46/47
46/47 ist ein knapp neunminütiger deutscher Kurzfilm von Nadine Heinze und Marc Dietschreit aus dem Jahr 2011, der das Down-Syndrom thematisiert.

## Handlung
Daniel ist ein junger Mann Mitte zwanzig, der anders ist. In der Welt, in der er lebt, unterscheidet er sich von allen anderen dadurch, dass er ein Chromosom zu wenig hat; alle anderen haben 47 Chromosomen, Daniel hat nur 46. Deshalb gilt Daniel als behindert. Er weiß, dass er anders aussieht als die normalen Menschen. Beim Einkaufen oder im Bus ist er deshalb nervös und ängstlich, weil er das Gefühl hat, von allen Mitmenschen ständig angestarrt zu werden. Ein kleiner Junge fragt ihn, ob er sein Chromosom inzwischen gefunden habe, worauf Daniel erwidert, dass er schon 46 habe, eins fehle ihm aber noch. Als der Junge wissen will, ob er behindert bleibe, läuft Daniel wortlos davon.
Einzig sein Freund scheint seine Lage zu verstehen und entwickelt einen Plan, um Daniel zu helfen. Während Daniel und sein Freund „Mensch ärgere Dich nicht“ spielen, entfernt Daniel sich kurz vom Tisch, weil er einen Anruf seiner Mutter entgegennimmt. Sein Freund nutzt die Gelegenheit, die Cassette in Daniels Walkman auszutauschen gegen eine mit Sprechgesang. Als Daniel anderentags Bus fährt und seinen Walkman anstellt, hört er den Titel Schön, in dem es heißt: Ich bin gut, ich bin richtig und besonders. Ich bin wertvoll, einzigartig. Meine Augen sind schön, meine Hände sind schön. Ich führe ein sinnvolles Leben. Ich gehöre dazu. Ich kann meine Zeit gestalten. Ich bin beliebt, ich bin schön, ich bin gut, ich bin richtig und besonders. Ich bin auf meine Weise schön. Daniel lächelt glücklich.

## Hintergrund
Die Drehbuchautoren und Regisseure Nadine Heinze und Marc Dietschreit versuchen mit dem Film 46/47 einen Perspektivwechsel, indem sie die Welt einmal andersherum darstellen. Die Menschen mit Down-Syndrom stellen hier den Teil der Normalbevölkerung dar, während Daniel der Außenseiter ist und mit den typischen Vorurteilen gegenüber Menschen mit Behinderung zu kämpfen hat. Es wird gezielt versucht die Frage nach Normalität durch die Umkehrung der Perspektive zu hinterfragen. Das äußerlich prägnante Merkmal des Down-Syndroms scheint hierbei als geeignetes Mittel, um Unterschiede zwischen den Gruppen sichtbar zu machen. Der Film wurde an einem Tag in Duisburg gedreht.

## Festivals & Auszeichnungen
- 2012: 16. Sofia International Filmfestival, SIFF[5]
- 2012: Amsterdam Film Festival New York, (Auszeichnung in der Kategorie: Excellence in Cinematography Award)[6]
- 2012: The Other Film Festival, Melbourne[7]
- 2012: International Disability Film Festival Moscow[8]
- 2012: International Short Film Festival Detmold, ISFF
- 2013: KurzSchluß.zwei Duisburg, Universität Duisburg-Essen
- 2013: Sprout Festival, Metropolitan Museum of Art, New York
- Von der deutschen Filmbewertungsstelle wurde der Film mit dem Prädikat „Wertvoll“ ausgezeichnet.[9]